# زلزال شانتو 1918
زلزال شانتو 1918 هو زلزالٌ وقعَ في شانتو في الصين بتاريخ 13 فبراير 1918.